# 青池保子
青池 保子（あおいけ やすこ、1948年7月24日 - ）は、日本の女性漫画家。山口県下関市長府出身。『エロイカより愛をこめて』、『アルカサル-王城-』など少女漫画の枠を超えた硬派の作品で知られる。

## 略歴
1948年（昭和23年）7月24日、姉5人兄1人の7人きょうだいの末っ子として生まれる。日本画を趣味としていた父親の影響で絵を描くようになり、また姉や兄の購入した漫画に親しみ、小学校1年生のときに初めて漫画を描く。
1961年（昭和36年）、私立梅光女学院中学校・高等学校に進学。中学1年生の夏休みに、敬愛する少女漫画家の水野英子宅を姉と二人で訪問。その人柄に感銘し、大きな刺激を受ける。
一念発起し、ファンタジーものの漫画を描き始める。とくにプロ志向があったわけでもなく、ただ敬愛する水野英子に観てもらいたい一心だったという。
中学3年生の時に、前年から一年がかりで書きあげた60頁ほどのファンタジー漫画を、水野英子宛てに送る。しばらくして、集英社の『りぼん』編集部から「水野先生から作品を見せてもらいました、お正月号用に短編を描いてください」と手紙が届いた。青池はこの依頼に応え、日本人孤児とフランス人少女の交流を描いた15頁の短編『さよならナネット』を描き上げる。
1963年（昭和38年）、『りぼん』お正月増刊号に『さよならナネット』が掲載され、15歳でプロデビュー。デビュー作の評価は芳しくなく、『りぼん』とはこれきりとなる。
デビュー作を読んだ講談社から第一回少年少女新人漫画賞への参加を誘われ、青池はイタリアを舞台にした画家とモデルの恋物語を描いて応募、受賞こそ逃したものの最終審査に残るなど評価され、1964年12月に再デビューを果たす。以後、「高校一年のおねえさん漫画家」のキャッチフレーズで、『週刊少女フレンド』で活躍。講談社との専属は、以後10年間続き、『なかよし』などにも作品を発表。
1976年（昭和51年）、日本を舞台にした学園ものにスランプを感じ、心機一転して海外を舞台とし、大好きなロック歌手達をキャラクター・モデルにした『イブの息子たち』を『月刊プリンセス』（秋田書店）で連載開始。それまでのシリアスな作風とは一変した、さまざまな歴史上の人物が入り混じる、知的パロディカルなコメディ作品に新境地を開く。
これをきっかけに、伝統的な少女マンガの範疇から大きく離れた題材にて魅力的な作品を次々と発表していく。
同年、『イブの息子たち』と平行して『月刊プリンセス』誌上で『エロイカより愛をこめて』を連載開始。この作品は当初、美術品専門の泥棒の伯爵と超能力者3人組を主人公としたドタバタ喜劇であったが、脇役として登場した北大西洋条約機構（NATO）軍情報部少佐の強烈な個性が人気を集め、ついには主役のはずだった超能力者3人組を押しのけて主人公となり、伯爵と少佐を中心としたシリアスでかつコミカルなスパイものに変貌した。
この『エロイカより愛をこめて』は青池の作風をも変え、男たちの戦いをテーマとした硬派な物語が以降の青池作品の基調となっていく。
1991年（平成3年）、『アルカサル-王城-』で第20回日本漫画家協会賞優秀賞受賞。
2007年（平成19年）2月に、10年間連載が中断されていた『アルカサル-王城-』が月刊少女漫画雑誌、『プリンセスGOLD』（秋田書店刊）3+4月号に前後編として掲載され、完結した。同年11月には『エル・アルコン-鷹-』と『七つの海七つの空』を原作とし、齋藤吉正が脚本、演出を行った舞台が宝塚歌劇団の星組により宝塚大劇場で公演された。翌2008年1月には東京宝塚劇場でも公演された。
2016年、「プリンセスGOLD」1月号より『修道士ファルコ』で活躍するオドの出家前の市警時代を描く『ケルン市警オド』の連載を開始した。
2018年、「プリンセスGOLD」の電子書籍専売による紙版終了に伴い、『ケルン市警オド』は『ミステリーボニータ』6月号より移籍新連載を開始。

## 人物・エピソード
家業が建設業経営だったため、幼少の頃から従業員であるたくましい男性に囲まれた、男くさい環境に育った。家族は両親と兄弟姉妹（姉5人、兄1人）合わせて9人の大所帯だった。父親は俳画に親しむ文人でもあり、水墨画では南宋画の師に学んでいた。この父から受け継いだものは多いと青池は語っている。家系に「保（やす）」の字を子供のひとりにつける慣習があり、末っ子である保子の名は、父の保の名を受け継いだものという。
『エロイカより愛をこめて』の番外編といえるスパイもの『Z -ツェット- 』や、中世の歴史に題材をとった『アルカサル-王城-』、『修道士ファルコ』など、広範な取材と緻密で丁寧な表現が評価されている。少女誌にとどまらず、少年誌に連載をしたこともある。
『エロイカより愛をこめて』のヒットにより、作品の主人公、エーベルバッハ少佐と同名の都市であるドイツ・エーベルバッハ市を訪れる日本人観光客が急増した。青池はこの功績によって同市から名誉賞と、市のシンボルであるイノシシの彫像を贈られた。市観光局の依頼で日本語の観光パンフレットの表紙にエーベルバッハ少佐を描き下ろしている。
『エロイカより愛をこめて』の新作について問われ「今の世界情勢は難しいですからね、少佐を絡ませるのは難しいかもしれないです。楽しく描けるようなネタがあれば、あの人たち好きですから やっぱり」と語った。
アルカサル-王城-、修道士ファルコ、ケルン市警オドの3作について、それぞれ王侯貴族、修道院、庶民と階層の異なる視点から中世の欧州を描いており、自身で「中世3部作」と呼んでいる。

## 主な作品
イブの息子たち
イギリス人の青年三人組が異世界に引き込まれ、古今東西の有名人（?）たちが繰り広げる騒動に巻き込まれるナンセンスギャグ作品。
アイビーNAVY
小さな島国「IVY（In Vintage Year、「大当たりの年」の意）」は石油が採れ過ぎてる世界有数の金持ち国。有り余る金にあかせて配備した最新鋭装備の航空母艦「ティンカーベル」に西ドイツからの親善大使としてトムキャット君が派遣されてくる。ティンカーベルが世界平和のために活躍するギャグ短編作品。『月刊プリンセス』（秋田書店）1978年9月号掲載
エロイカより愛をこめて
ある事件をきっかけに顔見知りとなった、イギリスの美術品泥棒「怪盗エロイカ」ことドリアン・レッド・グローリア伯爵と、NATOドイツ支局情報部の「鉄のクラウス」ことクラウス・ハインツ・フォン・デム・エーベルバッハ少佐との友情とも腐れ縁とも言える奇妙な関係を中心に描くスパイ活劇。冷戦終結後の数年間の休載を経て再開。シリアスさとギャグとを織り交ぜた作風で人気のシリーズ。2009年現在も続くヒット作品である。
七つの海七つの空
大航海時代を舞台に、海賊キャプテン・レッド（グローリア伯爵の先祖）と野心家ティリアン・パーシモンとの戦いを描く。「エロイカ」と共に青池作品の方向性を決定づけた作品。『別冊セブンティーン』（集英社）1977年2月号から同年6月号に掲載。
エル・アルコン-鷹-
『七つの海七つの空』で悪役ティリアンが主役を食ってしまうほどの活躍を見せたため描かれた、彼の前半生の物語。
魔弾の射手
『エロイカより愛をこめて』の外伝的作品。エーベルバッハ少佐が単体で活躍するシリアスな長編。
Z -ツェット-
『エロイカより愛をこめて』の外伝的作品。エーベルバッハ少佐の新米部下・Z（ツェット）の目を通して、情報部員の過酷さや哀しさを描く、中篇・短編集。同盟国の諜報機関同士の縄張り争いや策謀など『エロイカ』ではあまり描かれない諜報活動の暗黒面を主な題材とする。冷戦下のスパイ戦を描いたシリーズI～Vと、作者がシリーズの総決算だという冷戦後の情報部員たちを描いた最終編のVIがある。これ以外に『Zの幸運』という作品がありコミックスでは『Z - ツェット - 』の方に入っているが内容的には『エロイカ』の番外編で、『エロイカ』本編の「No.12 笑う枢機卿」と「No.13 第七の封印」の間のエピソードである。
サラディンの日
ハッティンの戦いや第3回十字軍が起きた時代のエルサレム王国を舞台にテンプル騎士団、聖ヨハネ騎士団の修道騎士3人組の活躍を描く。背景やストーリーはシリアスだが、主役たちの行動はコメディタッチで描かれる。『プチフラワー』（小学館）1987年1月号、2月号に掲載。
3人組を主人公とする続編「獅子心王リチャード」も『プチフラワー』1988年1月号、2月号に掲載されている。
トラファルガー
英仏戦争のトラファルガーの海戦をクライマックスとして幼馴染同士が戦う、海洋戦記もの。
アルカサル-王城-
14世紀カスティーリャ王国に実在した王、「残酷王」ペドロ1世（作中では特に「ドン・ペドロ」と呼ばれる）の生涯を描く大河シリーズ。アルカサルはペドロ1世がセビリャに建造した城（世界遺産「セビリアの大聖堂、アルカサル、インディアス古文書館」の一部）を指す。（関連：エンリケ2世）
緋色の誘惑
超常現象を否定する青年医師と女性霊能者のラブロマンスを交えたスラップスティック短編集。現代日本を舞台とする数少ない作品の一つ。『プリンセスGOLD』（秋田書店）1993年9月号から1994年3月号に連載。
ドラッヘンの騎士
ヨーロッパの小国の観光局長を主人公とする歴史ミステリー。『モーニングオープン増刊』（講談社）1996年6月3日号に掲載。
修道士ファルコ
中世ドイツの修道院を主な舞台とするミステリー中篇集。『アルカサル-王城-』の舞台であるカスティーリャ王国でのエピソードもある。
ケルン市警オド
『修道士ファルコ』のスピンオフ作品。オドの俗世時代を描く。

## アシスタント
- 高生浩子
- 黒葉鉄[10]
- 酒井美羽

## 著書
- 青池保子『「エロイカより愛をこめて」の創りかた』マガジンハウス、2005年2月。ISBN 4838715633。※自伝的エッセイ
- 『Plus ultra―さらに彼方へ 青池保子画集』ブッキング[11]、2005年11月
- 『青池保子―華麗なる原画の世界「エロイカ」から「ファルコ」まで』秋田書店、2014年11月。ISBN 4253010903。漫画家生活50周年記念
- 『Contrail 航跡のかがやき―青池保子画集』秋田書店、2023年7月。ISBN 4253101364。漫画家生活60周年記念

## 出演
- 趣味百科『少女コミックを描く』第13回（1991年6月25日 NHK教育） - 里中満智子、いがらしゆみこらと対談
- 浦沢直樹の漫勉neo（2022年3月9日放送[12]、NHK Eテレ）